# シロマダラ
シロマダラ（Lycodon orientalis）は、有鱗目ナミヘビ科オオカミヘビ属に分類されるヘビ。

## 分布
日本（北海道、本州、四国、九州、伊豆大島、奥尻島、屋久島など） 固有種

## 形態
全長30-70センチメートル。胴体の斜めに列になった背面の鱗の数（体鱗列数）は17。頭部の体色は黒褐色。体色は淡褐色で、黒褐色の横縞が入る。
幼蛇は斑紋がより明瞭で、後頭部に明色部がある。

## 分類
以前はマダラヘビ属Dinodonに分類されていた。

## 生態
低山地の森林に生息する。地表棲だが、物に登ることもある。夜行性。無毒で、外敵に襲われると毒ヘビに擬態して威嚇するか、擬死行動を行う。
食性は動物食で、小型爬虫類を食べる。
繁殖形態は卵生。夏季に1回に1-9個の卵を産む。
夜行性かつ個体数が減っているため、目撃例は非常に少なく、一部地域では「幻のヘビ」と呼ばれることもある。